# Прерија
Прерија (од фр.  — „ливада”) је низијска област (област са ниским рељефом) на којој расту траве и друге зељасте биљке, скоро без дрвећа, и где је клима углавном умерена. Назив прерија се користи у Северној Америци.
Област прерија укључује Велике равнице, која заузимају највећи део територије америчких држава Северна Дакота, Јужна Дакота, Небраска, Канзас, Оклахома, Тексас и Колорадо, као и велике делове држава Индијана, Илиноис, Ајова, Мисури, Висконсин и Минесота. У Канади прерије заузимају велике делове провинција Манитоба, Саскачеван и Алберта.
Реч „прерија“ су за ове области први употребили француски истраживачи, користећи свој назив за ливаду. У САД и Канади се понекад разликује вегетација са ниском травом, која расте западно од 100. меридијана, и вегетација са средње високом и високом травом која расте на истоку (од централног Тексаса до јужне Манитобе). У том случају се реч прерија користи само за заједнице средње високе и високе траве. 
У последњих двеста година највећи део ове области је претворен у фарме. Област са кратком травом у ствари више одговара дефиницији степе. И поред дугих суша и повремених бујица после киша, прерије Велике Равнице не подлежу великој ерозији. Корење преријских трава је испреплетано и залази дубоко у земљу, тако да држи земљиште на месту, а истовремено допире до подземне воде. Прерија је еволуирала милионима година и може да опстане у условима у којима гајени усеви брзо угину.
Ватра, односно пожар, је важан елемент екологије прерије. Било да је пожар изазван громом или од стране човека, он обнавља зељасту вегетацију тако што уклања старе суве стабљике и истовремено уништава младице грмља и дрвећа. Такође су важне животиње биљоједи, као што су бизон и преријско куче, које се напасају у прерији.

## Етимологија
Према Теодору Рузвелту:
| „ | Узели смо у свој језик реч прерија, јер када су наши становници шумских предела први пут стигли до земље [на Средњем западу] и видели велике природне ливаде дуге траве – призоре непознате суморним шумама у којима су одувек живели – нису знали како да их назову, и позајмили су термин који је већ био у употреби међу француским становницима. | ” |

Prairie (изговорено ) је француска реч за „ливаду“; њен корен је лат. pratum (истог значења).

## Формирање
Формирање северноамеричких прерија почело је издизањем Стеновитих планина у близини Алберте. Планине су створиле кишну сенку која је резултирала нижим стопама падавина низ ветар.
Матични материјал већине преријског тла био је дистрибуиран током последњег глацијалног напредовања које је почело пре око 110.000 година. Глечери који су се ширили према југу стругали су пејзаж, покупили геолошки материјал и изравнали терен. Како су се глечери повлачили пре око 10.000 година, они су одложили овај материјал у облику тила. Наслаге леса засноване на ветру такође представљају важан изворни материјал за преријска тла.
Прерија високе траве је еволуирала десетинама хиљада година уз поремећаје испаше и пожара. Домаћи копитари као што су бизони, лосови и белорепи јелени лутали су пространим, разноликим травњацима пре европске колонизације Америке. Током 10.000-20.000 година, староседеоци су користили ватру сваке године као средство за помоћ у лову, транспорту и безбедности. Постоје докази да су извори паљења ватре у прерији са високом травом су претежно људски за разлику од муња. Људи и животиње на испаши били су активни учесници у процесу формирања прерија и успостављања диверзитета граминоидних и форбних врста. Ватра има утицај на прерије уклањањем дрвећа, чишћењем мртвих биљних материја и променом доступности одређених хранљивих материја у земљишту из произведеног пепела. Ватра убија васкуларно ткиво дрвећа, али не и преријских врста, јер је до 75% (у зависности од врсте) укупне биљне биомасе испод површине тла и поново ће расти из дубине (више од 20 стопа) корена. Без узнемиравања, дрвеће ће задирати у травњак и бацати сенку, што потискује подлогу. Прерија и широко размакнута храстова стабла су еволуирали да коегзистирају у екосистему храстове саване.

### Плодност
Упркос дуготрајним периодичним сушама и повременим бујичним кишама, травњаци Великих равница нису били подложни великој ерозији земљишта. Коренски систем аутохтоних преријских трава чврсто је држао тло на месту како би спречио ерозију земље. Када би биљка умрла, гљиве и бактерије би вратиле њене хранљиве материје у тло. Ови дубоки корени су такође помогли аутохтоним преријским биљкама да дођу до воде чак и у најсушнијим условима. Домаће траве трпе много мање штете од сушних услова од многих пољопривредних усева који се тренутно узгајају.

## Географски региони
Прерије у Северној Америци се обично деле у три групе: влажне, месичне и суве. Уопштено их карактерише високотравна прерија, мешовита или краткотравна прерија, у зависности од квалитета земљишта и падавина.

### Влажне
У влажним преријама земљиште је обично веома влажно, укључујући и током већег дела вегетације, због лоше дренаже воде. Настала стајаћа вода погодује формирању мочвара и тресава. Влажне прерије имају одлично земљиште за пољопривреду. Просечна количина падавина је 10—30 in (250—760 mm) годишње.

### Месичне
Месична прерија има добру дренажу, али добро земљиште током вегетације. Ова врста прерије се најчешће претвара за пољопривредну употребу; следствено томе, то је један од најугроженијих типова прерија.

### Суве
Сува прерија има донекле влажно до веома сувог земљиште током вегетације због добре дренаже у земљишту. Често се ова врста прерије може наћи на висовима или падинама. Суво земљиште обично не добија много вегетације због недостатка кише. Ово је доминантни биом у пољопривредном и климатском региону јужне Канаде познатом као Палисеров троугао. Док се некада сматрало да је потпуно неупотребљив, Троугао је сада један од најважнијих пољопривредних региона у Канади захваљујући напретку у технологији наводњавања. Поред свог веома великог локалног значаја за Канаду, Палисеров троугао је сада такође један од најважнијих извора пшенице у свету као резултат ових побољшаних метода заливања житних поља (заједно са остатком јужних преријских провинција које су такође узгајају пшеницу, репицу и многе друге житарице). Упркос овом напретку у пољопривредној технологији, ово подручје је и даље веома склоно продуженим периодима суше, што може бити погубно за индустрију ако се значајно продужи. Злогласни пример овога је олује прашине из 1930-их, које је такође погодиле велики део екорегије Великих равница Сједињених Држава, што је у великој мери допринело Великој депресији.